# ビトウィーン・10th・アンド・11th
『ビトウィーン・10th・アンド・11th』（Between 10th and 11th）は、イギリスのロックバンド、ザ・シャーラタンズの2ndアルバム。1992年3月23日にリリース。プロデューサーはフラッド。日本盤にはボーナス・トラックを収録し特製ステッカーを封入。

## 概要、ロブの逮捕
本作より新ギタリストのマーク・コリンズが加入し、ギターサウンドをより大きくフィーチャーしたサウンドに変化した。リリース時にはマッドチェスタームーブメントが終息していたこともあり、アルバムは全英最高21位にとどまり、1位を獲得した前作『サム・フレンドリー』ほどの成功は収められなかった。しかしアルバムからのシングル「ウィアドー」はアメリカのオルタナティヴ・ソングスチャートで1位を獲得した。
リリース同年の12月3日、キーボーディストのロブ・コリンズが強盗未遂の容疑で逮捕される。ロブは実際には逃走用として自分の車を運転しただけだったが懲役8か月を言い渡される。ロブは刑務所での行いが良かったため、刑期は4か月に短縮された。

## 収録曲
1. 何も見たくない "I Don't Want to See the Sights" - 4:53
2. イグニッション "Ignition" - 3:03
3. ペイジ・ワン "Page One" - 4:12
4. トレメロ・ソング "Tremelo Song" - 4:38
5. エンド・オブ・エヴリシング "The End of Everything" - 5:49
6. サブタイトル "Subtitle" - 4:12
7. キャント・イーヴン・ビー・バザード "Can't Even Be Bothered" - 3:40
8. ウィアドー "Weirdo" - 3:38
9. チューイン・ガム・ウィークエンド "Chewing Gum Weekend" - 5:05
10. 雨でさえも… "(No One) Not Even the Rain" - 4:24

### 日本盤ボーナス・トラック
1. ミー・イン・タイム "Me. In Time" - 3:30
2. オキュペイション・モンスター "Occupation H. Monster" - 4:20 （1994年に徳間ジャパンコミュニケーションズから再発された日本盤のみのボーナス・トラック）

## 参加ミュージシャン
- ティム・バージェス - ボーカル
- マーク・コリンズ - ギター
- マーティン・ブラント - ベースギター
- ジョン・ブルックス - ドラムス
- ロブ・コリンズ - ハモンドオルガン、ピアノ、メロトロン、バックボーカル